# Torre de porcelana
La Torre de Porcelana o Pagoda de Porcelana de Nankín (en chino, 南京陶塔; pinyin, Nánjīng Táotǎ), fue una pagoda de casi 80 m de altura situada a orillas del río Yangtsé en la ciudad de Nankín, antigua capital de China. Fue construida en el siglo XV durante la dinastía Ming, y destruida en el siglo XIX durante la rebelión Taiping.

## Descripción
La torre estaba situada en el centro de un jardín poblado con plantas y animales exóticos.
Era una torre octogonal, con una base de 30 m de diámetro y 79 m de altura, siendo uno de los edificios más altos de China en aquella época. La pagoda se dividía en nueve alturas, y contenía una escalera interior de acceso de 184 peldaños. La última cubierta estaba rematada con una piña de oro. Sólo unas pocas pagodas chinas la superaron en altura, como la Pagoda Liaodi en Hebei, del siglo XI (84 m), o la desaparecida pagoda de Chang'an, del S. VII y de 100 m de altura.
La torre fue construida con ladrillos de porcelana blanca, de los que se dice que reflejaban la luz del sol, mientras que por la noche se iluminaba con 140 lámparas.
En las paredes de porcelana se incrustaron piezas de vidrio y cerámica vidriada de colores verde, amarillo, y marrón, recreando motivos florales, ilustraciones de animales y paisajes, así como algunos motivos budistas.

## Historia

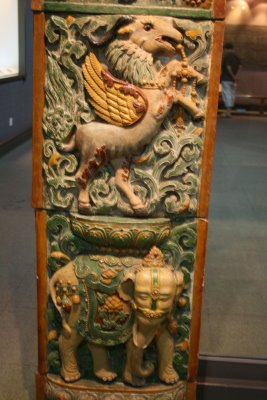
Parte del marco de una de las puertas del templo.

La torre fue diseñada durante el reinado del emperador Yongle (desde 1402 hasta 1424) poco antes de su construcción. Fue descubierta por los occidentales a través de los viajes de exploradores como Johan Nieuhof, quienes la citaban ocasionalmente como una de las siete maravillas del mundo. La torre se consideraba por los propios chinos como un tesoro nacional.
En 1801 la torre fue alcanzada por un rayo que derribó las tres últimas plantas, que fueron rápidamente restauradas. Durante la década de 1850, la rebelión Taiping alcanzó la ciudad de Nankín, y los rebeldes tomaron la ciudad, destruyendo los motivos budistas de la torre y la escalera central, para evitar que la facción rival la utilizase como torre de observación. La torre se mantuvo en pie hasta 1856, fecha en la que los Taiping la destruyeron finalmente. Los restos de la torre permanecieron olvidados hasta fechas recientes.
En 2010, Wang Jianlin, un empresario chino, donó 156 millones de dólares estadounidenses (USD$156,000,000) a la ciudad de Nankín para la reconstrucción de la pagoda. Ésta es la mayor donación personal jamás registrada en China.